# Alexandru Duțu
A nu se confunda cu Alesandru Duțu, istoric militar român
Alexandru Duțu (n. 2 septembrie 1928, București, România – d. ianuarie 1999) a fost un istoric român, cercetător al istoriei sud-estului european (îndeosebi secolele XVI-XIX), al istoriei ideilor și mentalităților, specialist în literatură comparată și teolog ortodox.

## Viața
S-a născut la București în anul 1928.
A urmat Facultatea de Drept și pe cea de Litere (1945-1949) ale Universității din București și cursurile Institutului Teologic Ortodox din București (1956-1958). Doctor în Filologie la Universitatea din București (1970).
A participat la întâlnirile grupului de intelectuali, călugări, studenți, numit „Rugul Aprins”, care se întrunea la Mănăstirea Antim din București în anii '40-'50 pentru o serie de conferințe duhovnicești, pentru învățarea și practicarea în comun a rugăciunii isihaste.
Regimul comunist instaurat în România avea să îi interzică în anii '50 dreptul la semnătură, constrângere pe care avea să o evite publicând articole sub pseudonim în diferite publicații bisericești ortodoxe. De asemeni, îi va fi refuzat accesul în învățământ până la căderea regimului comunist. Ca urmare, între 1951 și 1963 a fost bibliotecar și cercetător al Academiei Române, perioadă în care își termină studiile. De asemenea, a fost cercetător științific principal la Institutul de studii sud-est europene și secretar al comitetului de redacție al revistei Revue des etudes sud-est europeennes.
Din 1963, de la fondarea acestuia, devine membru al Institutului de Studii Sud-Est Europene al Academiei Române, odată cu relativa relaxare a situației politice din țară; va deveni director al acestei instituții între anii 1990 și 1997.
A fost membru al Asociației Internaționale de Literatură Comparată (vicepreședinte 1979-1985), al Societăților franceză, spaniolă, austriacă pentru studiul secolului al XVIII-lea.
A obținut mai multe burse importante în Anglia (1968-1969), Italia (1969), SUA (ianuarie 1985, ianuarie 1986), Germania (1987), Austria (1995).
Din 1990 a început să predea la Facultatea de Istorie (cursul de Istoria mentalităților) și din 1991 la Facultatea de Științe Politice a Universității din BucureștiFacultatea de Științe Politice ale Universității din București (cursurile de Istoria ideilor politice și a mentalităților, Istoria ideii de Europa și evoluția conștiinței europene), ca profesor titular. A predat până în decembrie 1998, cu puțin timp înainte de moartea sa în ianuarie 1999.
A fost profesor invitat la Universitatea din Bochum; la École des Hautes Études en Sciences Sociales (1990), Sorbona (1994), Collège de France (1995) din Paris; la Universitățile din San Antonio, Stanford, Strasbourg, Urbana.
Tot la începutul anilor 1990 s-a implicat și în dezbaterile asupra rolului religiei și în mod special al Bisericii Ortodoxe în societatea românească postcomunistă. A participat la întâlnirile Conferinței Naționale a Laicilor Ortodocși de la începutul anilor 1990.
În decembrie 1997 Guvernul francez i-a acordat, în semn de recunoaștere a meritelor sale academice, titlul de Chevalier des Palmes Académiques.

## Scrieri

### Volume de autor
- Shakespeare in Romania. A bibliographical essay, National Commission of the RPR for UNESCO: Editura Meridiane, Bucharest, 1964
- Coordonate ale culturii românești în secolul XVIII (1700-1821), Editura pentru Literatură, București, 1968.
- Explorări în istoria literaturii române, Editura pentru literatură, București, 1969.
- Les Livres de sagesse dans la culture roumaine. Introduction à l'histoire des mentalités sud-est européennes, Association Internationale d'Études du Sud-Est Européen, Buarest, 1971
- Cărțile de înțelepciune în cultura română, Editura Academiei, București, 1972.
- Sinteză și originalitate în cultura română, 1650-1848, Editura Enciclopedică, București, 1971.
- Eseu în istoria modelelor umane. Imaginea omului în literatură și pictură, Editura Științifică, București, 1972.
- Umaniștii români și cultura europeană, Editura Minerva, București, 1974.
- Romanian Humanists and European Culture. A Contribution to Comparative and Cultural History, Editura Academiei [Bibliotheca Historica Romaniae], București, 1977.
- Cultura română în civilizația europeană modernă, Editura Minerva, București, 1978.
- Modele, imagini, priveliști. Incursiuni în cultura europeană modernă, Editura Dacia, Cluj-Napoca, 1979.
- European Intellectual Movements and Modernisation of Romanian Culture, Editura Academiei [Bibliotheca Historica Romaniae], București,  1981.
- Literatura comparată și istoria mentalităților, Editura Univers, București, 1982.
- Humanisme, Baroque, Lumières. L'Exemple roumain, Editura științifică și Enciclopedică, Bucarest, 1984.
- Călătorii, imagini, constante, Editura Eminescu, București, 1985.
- Dimensiunea umană a istoriei - direcții în istoria mentalităților, Editura Meridiane [Biblioteca de Artă - Artă și civilizații], București, 1986.
- Histoire de la pensée et des mentalités politiques européennes, Editura Universității din București, București, 1997.
- Political Models and National Identities in 'Orthodox' Europe, Babel Publishing House [Studia Politica], Bucharest, 1998.
- Ideea de Europa și evoluția conștiinței europene, All Educational, București, 1999 [apărut postum].

### Volume editate
- Alexandru Duțu, George Baiculescu, Dorothea Sassu-Țimerman, Échos ibériques et hispano-américains en Roumanie. Bibliographie littéraire sélective, Commission Nationale pour l'UNESCO, Bucarest, 1959.
- Alexandru Duțu, George Baiculescu, Angela Duțu, Dorothea Sassu-Țimerman, Tchékov en Roumanie, 1895-1960. Bibliographie littéraire sélective, Editura Academiei, București, 1960.
- Alexandru Duțu (sous la direction de), « Constantes et typologies sud-est européennes », Cahiers Roumains d'Études Littéraires 3, Bucarest, 1983.
- Alexandru Duțu (sous la direction de), « La tentation du baroque dans les cultures sud-est européennes », Baroque 11, Montauban, 1983.
- Alexandru Duțu (edited by), ”Language, Ideas, and Leaders. Studies in Southeast European History”, Southeastern Europe, vol. 11, no. 1, Beekersfield-California, 1984.
- Alexandru Duțu (coordonator), Intelectuali din Balcani în România, secolele XVII-XIX, Editura Academiei, București, 1984.
- Alexandru Duțu (sous la direction de), « Écriture et réflexion critique », Cahiers Roumains d'Études Littéraires 2, Bucarest, 1985.
- Alexandru Duțu, Edgar Hösch etc. (hg. Von) Brief und Briefwechsel in Mittel und Osteuropa im 18 und 19 Jh., Reimar Hobbing Verlag, Essen, 1989.
- Alexandru Duțu, Norbert Dodille (textes réunis par), L'État des lieux en sciences sociales, L'Harmattan, Paris, 1993.

### Traduceri
- Divina Comedie

### Studii, articole
Publică mai multe sute de studii, articole, rapoarte de cercetare etc. pe teme de literatură comparată, istoria mentalităților, istoria ideilor,  istorie românească și sud-est europeană. Publică și studii de teologie (îndeosebi în anii '50, când nu are drept de semnătură în nume propriu, scrie sub pseudonim), colaborarea sa cu revistele teologice continuând de-a lungul întregii perioade comuniste.
Inițiator și cordonator al Revue des Études Sud-Est Européennes (redactor 1967-72; redactor-șef adjunct 1972-1989, director 1990-1997) și Sud-Estul și Contextul European, reviste ale Institutului de Studii Sud-Est Europene. Membru fondator sau membru în colegiul de redacție al unor reviste precum Mentalités/Mentalities (Hamilton), New European Quarterly (Colorado), Revue de Littérature Comparée (Paris), Dix-Huitième Siècle (Paris); al revistelor Synthésis (redactor-șef adjunct 1972-1989), Studii și Cercetări de Istoria Artei, Viața Românească.
Colaborator important al revistelor românești Cahiers Roumains d'Études Littéraires, Luceafărul, Mitropolia Olteniei, Revista de Filologie Romanică și Germanică, Revista de Istorie, Revista de Istorie și Teorie Literară, Revue Roumaine, Revue Roumaine d'Histoire, România literară, Secolul XX, Transilvania, Viața Românească etc., precum și al unor periodice și cotidiene precum Dilema, 22, România liberă etc.
Scrie studii și articole și pentru Yearbook of European Studies (Amsterdam, 1993), Komparatistische Schrifte (Bayreuth, 1986), Shakespeare Survey (Cambridge, UK, 1967), Studies on Voltaire and the 18th century (Geneva 1967, 1972), Grazer Theologische Studien (Graz, Austria, 1996), Romanistische Schrifte für Literatur Geschichte (Heidelberg 1984), Storia della Storiografia (Milano 1983, 1984, 1986), Annales Historiques de la Littérature Française (Paris 1975), Dix-Huitième Siècle (Paris 1986), Revue de Littérature Comparée (Paris 1971, 1986), Études Balkaniques (Sofia 1991), Southeastern Europe (Tempe, Arizona, 1976, 1978), Kwartalnik Historiczny (Varșovia 1982), East European Quarterly etc.

## Apărute postum
- Alexandru DUȚU, Lumea dinăuntru și lumea din afară (articole, interviuri, note de lectură), editura Universității din București, 2009 (ediție îngrijită, introducere, note și indice de Laurențiu Vlad)

## Idei

### Specialistul în literatură comparată
În domeniul literaturii comparate, Alexandru Duțu a început prin a se interesa îndeaproape de receptarea diferitelor tipuri de literatură (de limbă spaniolă) și autori (Shakespeare, Cehov, Dante) în România și s-a aplicat îndeosebi asupra literaturii române vechi, dedicând un volum special „cărților de înțelepciune” care circulau în Țările Române în secolele XVII-XIX.

### Istoricul
Pe urmele școlii istorice franceze din jurul revistei Annales, Alexandru Duțu avea să fie unul din fondatorii școlii românești de istoria mentalităților și istoria ideilor. Avea să se intereseze îndeosebi de perioada care a precedat - și care a făcut posibilă - nașterea modernității în România. Aprofundând cercetarea formelor și sensurilor transformărilor culturale produse în Țările Române în perioada modernă, el nu uită să le pună în relație atât cu tradiția istorică și culturală locale, cât și să le plaseze în dialog, pe de-o parte, cu moștenirea religioasă și culturală a spațiului bizantin cât și cu evoluțiile culturale ale Occidentului european.
Formarea sa ca specialist în literatură comparată, istoric, teolog și jurist, cultura sa enciclopedică i-au permis să pună în relație idei și interpretări provenind din mai multe domenii de cercetare. Înțelegerea sa asupra istoriei culturii europene - privită prin ochiul comparatistului, cu perspectiva istoricului, rigoarea juristului și cu pasiunea teologului - era vastă și nuanțată.
Interesat, pe de-o parte, de tradiția istorică locală și de specificul culturii române, el nu uită niciodată să le pună în dialog cu transformările culturale dintr-o Europă diversă și în permanentă schimbare. Privind Țările Române ca aparținând indiscutabil ariei culturii europene, el pledează pentru o înțelegere largă a Europei care să îmbrățișeze nu doar spațiul său occidental, ci și întreaga moștenire culturală, poltiică și religioasă a Imperiului Roman de Răsărit.

### Gândirea politică
Tradiția ocupă un rol important în cadrul reflecției autorului asupra sensurilor comunității politice românești. Alexandru Duțu examinează critic nașterea proiectului politic și cultural al României moderne. Sub presiunea modernizatorilor de secol XIX, cu ajutorul unei istoriografii naționale construite pornind de perspectiva acestora, proiectul politic al României moderne se realizează prin distrugerea "solidarităților organice" ale comunității tradiționale (formate în cadrul familiei, Bisericii etc.), acestea fiind înlocuite de "solidarități organizate" bazate pe adeziunea voluntară (precum națiunea).
Uitarea/ignorarea voluntară a tradiției politice și a "culturii scrise" locale, altminteri destul de bogată și înlocuirea ei cu folclorul, cultură orală și anonimă, argumentează autorul, e parte a unui proiect de modernizare "antiboieresc și laic" (Cf. Ideea de Europa..., p. 192) ducând la o egalizare și masificare a societății românești cu consecințe pe termen lung.
"Naționalizarea Tradiției", pe care Alexandru Duțu o înțelegere ca pe un proces de rescriere, de "reinventare" a acesteia ce o subordonează retoricii proiectului național. Replierea pe elementul național duce la pierderea înțelegerii profunde a ancorării culturii locale atât în tradiția culturală regională, cât și în cea europeană lărgită.
Pierderea imensului potențial al solidarităților organice, a căror distrugere este perfectată de regimul comunist, lasă societatea incapabilă să se autoadministreze, lăsând-o pradă dominației unui stat modern hiperdezvoltat și autoritar. Politica devine locul puterii delegate unei minorități mai degrabă decât proiectul comun al unei societăți în căutarea "binelui comun".
Pentru Alexandru Duțu, tranziția postcomunistă a României oferă tocmai șansa regăsirii sensurilor comunității politice printr-un efort de recuperare a Tradiției demult abandonate, atât în dimensiunea sa politică, cât și în cea religioasă. Restabilirea raportului dintre spațiul public și cel privat, reconstituirea solidarităților organice în completarea celor organizate, regăsirea sensurilor și rosturilor comunității politice sunt tot atâtea mize ale tranziției. Această regăsire de sine a comunității românești ar fi permis, după Alexandru Duțu, ca integrarea României în proiectul de construcție europeană să fie nu doar utilă economic, ci și fertilă pe plan politic și cultural pentru întregul proiect european.

### Volumein memoriam
- Laurențiu Vlad (coord.), Pouvoirs et mentalités, textes réunis par Laurențiu Vlad à la mémoire du Professeur Alexandru Duțu, Éditions Babel [Studia Politica], Bucarest, 1999.
- Mirela-Luminița Murgescu (coord.), Identități colective și identitate națională. Percepții asupra identității în lumea medievală și modernă, Editura Universității din București, București, 2000.
- Laurențiu Vlad (sous la direction de), La dimension humaine de l’histoire. L’héritage intellectuel de Alexandru Duțu, Institutul European, Iași, 2012.